# Северная Каролина в Гражданской войне
Во время гражданской войны южный штат Северная Каролина была важным источником живой силы и снаряжения для армии Конфедерации. Северокаролинский порт Уилмингтон был одним из важнейших портов страны, через который осуществлялась торговля с Англией и другими европейскими странами.- даже тогда, когда федеральный флот блокировал остальные порты Юга. Северокаролинские боевые соединения играли важную роль во многих сражениях гражданской войны, в том числе под Геттисбергом, где в атаке Пикетта участвовали три северокаролинские бригады.

## Сецессия
В 1860 году население Северной Каролины достигло 992 622 человек и она была 12-м по населенности штатом страны. Её боеспособное население насчитывало 115 369 человек (11 % от населения).
Северная Каролина была неоднородна: в её прибрежной части было распространено плантационное хозяйство и развито рабовладение, в то время как запад штата почти не имел плантаций и рабов. Это повлияло на президентские выборы 1860 года: Северная Каролина голосовала за демократа Джона Брекинриджа, в то время как Верхний Юг голосовал за конституционалиста Джона Белла. И все же Северная Каролина, в отличие от других штатов, голосовавших за Брекинриджа, не спешила с сецессией. И только после падения Самтера и сецессии Вирджинии — неформального лидера Юга — было, наконец, принято решение о сецессии, которое было озвучено 20 мая 1861 года. О решении объявил залп из шести орудий у Капитолия штата, которыми командовал Стивен Рамсер. Северная Каролина стала последним отделившимся штатом — она вышла из Союза через 13 дней после Теннесси.
Северная Каролина имела своё текстильное производство и свои порты, на которые базировались «прорыватели блокады», поэтому северокаролинские полки испытывали меньше проблем со снаряжением, и были одеты и вооружены лучше всех в армии Конфедерации. Однако, их основным оружием долгое время был гладкоствольный мушкет «Спрингфилд» образца 1842 года.
1 мая 1861 года палата представителей штата утвердила формирование десяти полков «State Troops» в дополнение к существующим 14-ти добровольческим полкам. В итоге образовалась некоторая путаница и 14 ноября 1861 года северокаролинские полки были реорганизованы: 10 полков «State Troops» сохранили свою нумерацию, а 14 добровольческих полков сменили нумерацию: 1-й пехотный стал 11-м пехотным полком и тд. Первые 10 полков сохранили название «State Troops» (First North Carolina State Troops), а последующие назывались просто «Troops» (Twelfth North Carolina Troops).
Из этих 10 полков «State Troops» 8 были пехотные, 9-й был сформирован как кавалерийский и переименован в 1-й северокаролинский кавалерийский полк, а 10-й предполагался как артиллерийский, но так и не был сформирован.

## Кампании в Северной Каролине

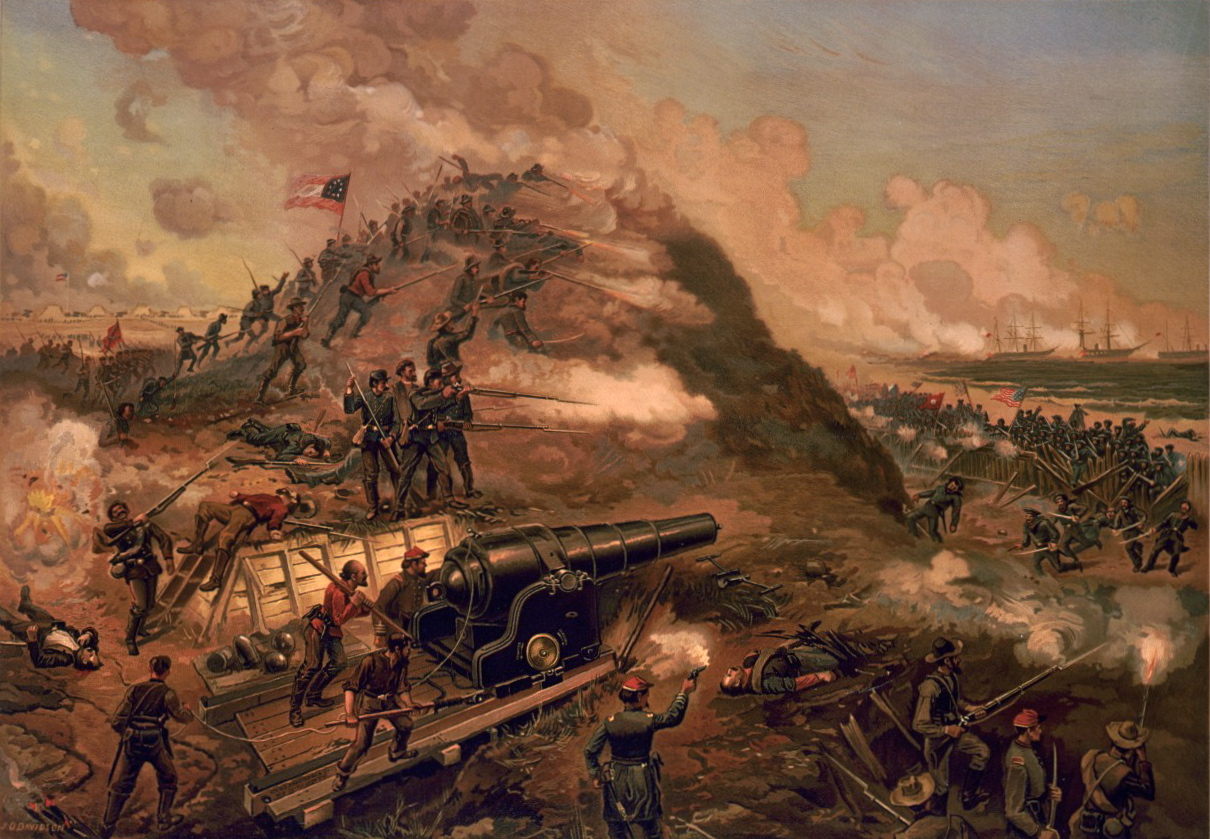
Сражение за Форт-Фишер

С сентября 1861 по июль 1862 года федеральный генерал-майор Эмброуз Бернсайд возглавлял Северокаролинский Экспедиционный Корпус, задачей которого был захват побережья Северной Каролины. После удачных сражений при Роанок-Айленд и при Нью-Берне, федеральной армии удалось удержать за собой часть побережья штата.
Отдельные сражения имели место на территории штата за все время войны. Обычно они происходили на побережье, где федеральная армия несколько раз пыталась захватить Форт Фишер. В последние месяцы войны большая федеральная армия под командованием Уильяма Шермана вступила в Северную Каролину в ходе Каролинской кампании. Шерману удалось оккупировать почти весь штат и разбить противника в нескольких сражениях — в том числе при Эверсборо и при Бентонвилле. Поскольку северокаролинцы не считались фанатичными сторонниками независимости, то армия Шермана не стала творить там таких же разрушений, как в Джорджии и Южной Каролине.
В годы войны погибло 40 275 северокаролинцев: 677 офицеров и 13 845 рядовых погибло в боях, 541 офицеров и 20 061 рядовых умерли от болезней, 330 офицеров и 4 821 рядовой умерло от ран.
4 июля 1868 года Северная Каролина была снова включена в Союз.

## Известные генералы Северной Каролины

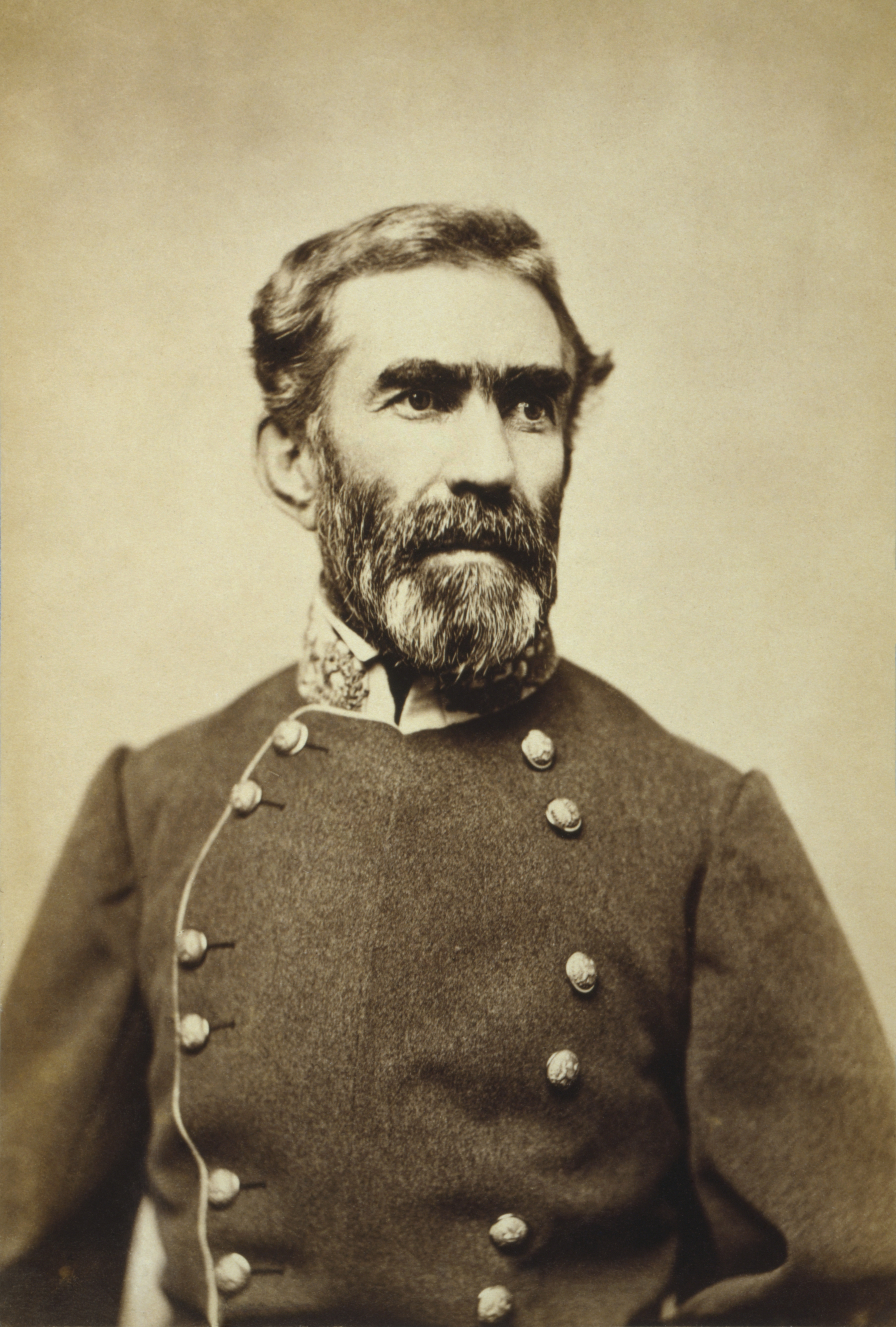
Брэгг, Брэкстон
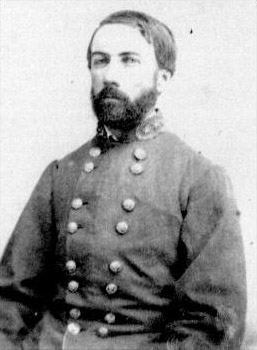
Дэниель Хилл
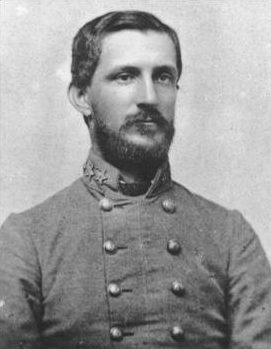
Роберт Хук
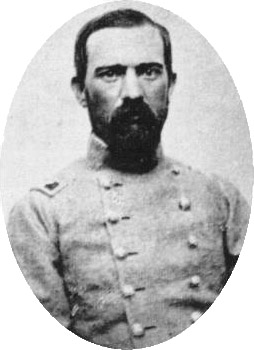
Дурси Пендер
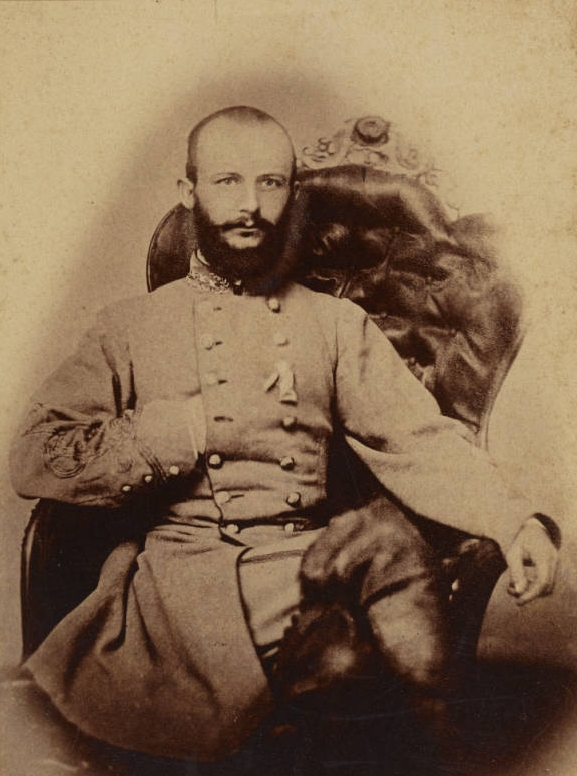
Стефан Рамсер
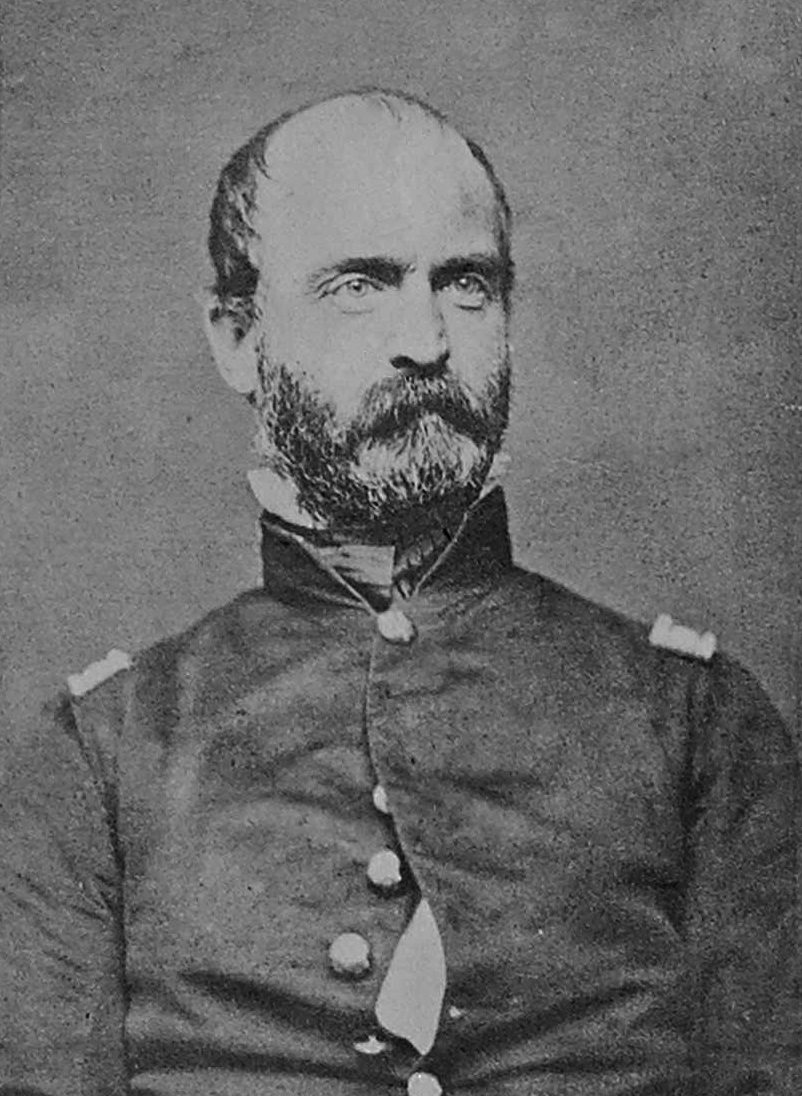
Льюис Армистед
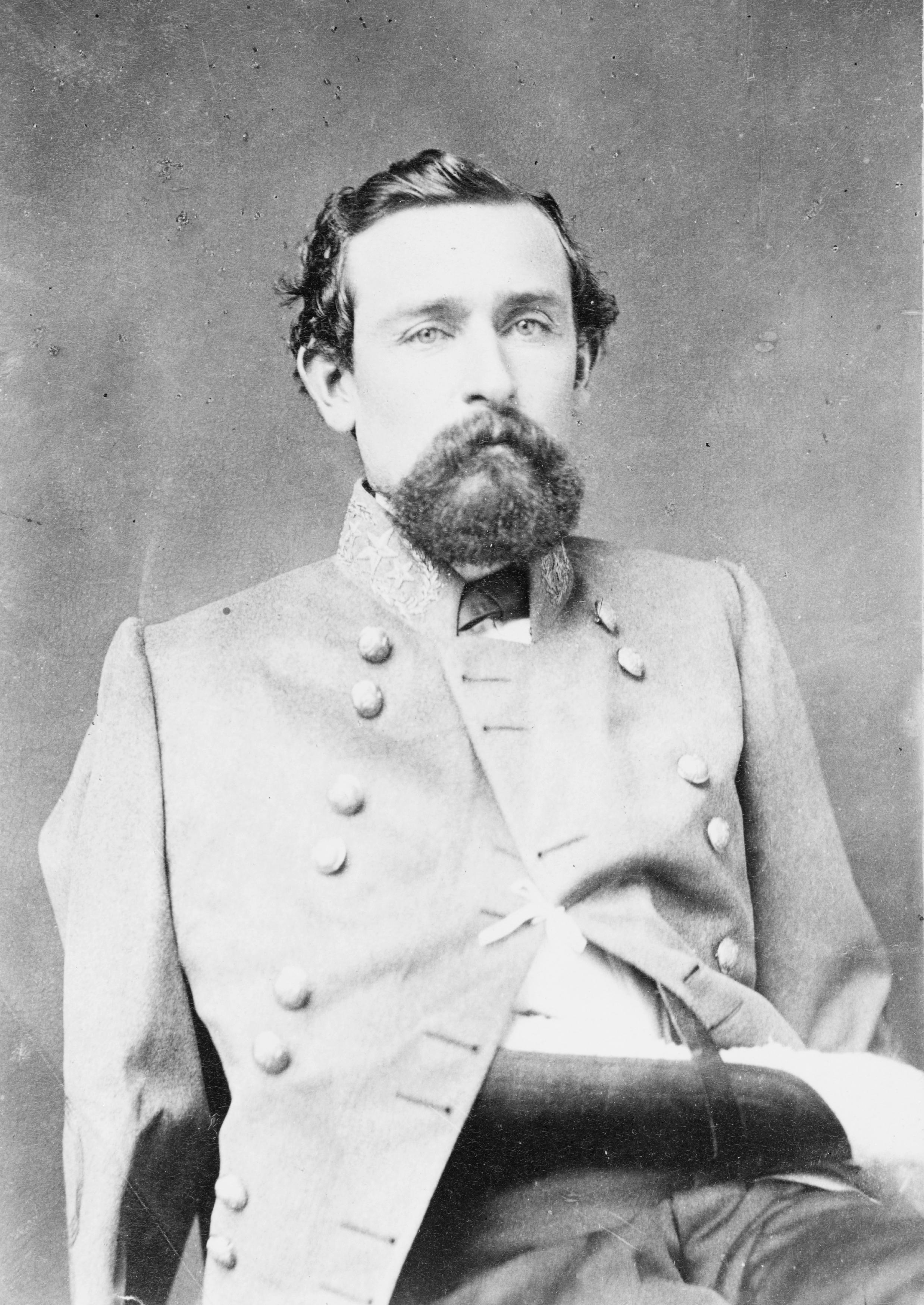
Лоуренс Бейкер
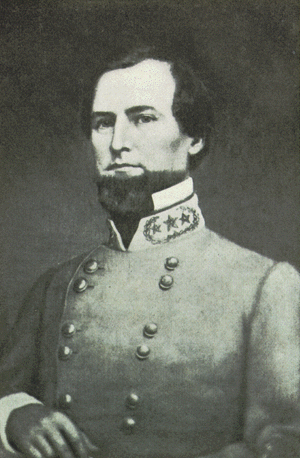
Лоуренс Брэнч
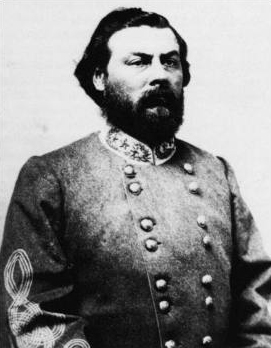
Джуниус Даниел
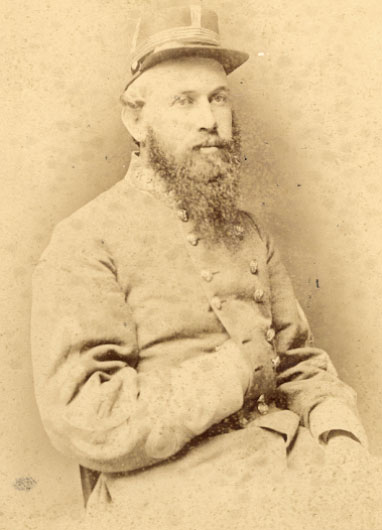
Джеймс Лэйн
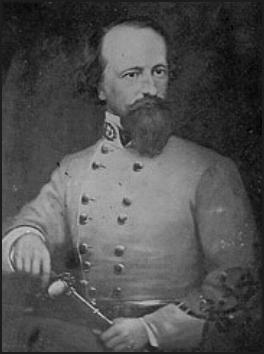
Джеймс Петтигрю
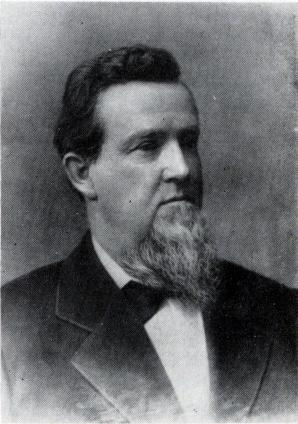
Альфред Скейлс